# A majom (film, 2025)
A majom (eredeti cím: The Monkey) 2025-ben bemutatott amerikai horror filmvígjáték, amelyet Osgood Perkins írt és rendezett. A történet alapjául Stephen King 1980-as, azonos című novellája szolgált. A főbb szerepekben Theo James, Tatiana Maslany, Christian Convery, Colin O’Brien, Rohan Campbell, Sarah Levy, Adam Scott és Elijah Wood látható. 
Az Amerikai Egyesült Államokban 2025. február 21-én mutatták be a mozikban. Magyarországon február 27-én jelent meg a Prorom Entertainment Kft. forgalmazásában. Általánosságban pozitív véleményeket kapott a kritikusoktól, és világszerte 45 millió dolláros bevételt ért el 10-11 millió dolláros költségvetésével szemben.

## Cselekmény
1999-ben Petey Shelburn megpróbálja visszavinni és megsemmisíteni egy doboló játékmajmot egy régiségboltba. Mielőtt ezt megtehetné, a majom elkezd dobolni, és egy láncreakció során a bolt tulajdonosa egy szigonypuskával végzetes sérülést szenved. Nem sokkal később Petey rejtélyesen eltűnik, feleségére, Loisra hagyva azonos ikerfiaik, Hal és Bill felnevelését. A fiúk évekkel később rátalálnak a majomra apjuk holmijai között, és feltekerik a kulcsát. Aznap este, miközben egy hibacsi étteremben vannak, a majom újra elkezd dobolni, és ez véletlenül kiváltja a bébiszitterük, Annie lefejezését.
Bill folyamatosan zaklatja Halt, aki ezért dühében újra feltekeri a majom kulcsát, abban reménykedve, hogy az megöli a bátyját. Ehelyett azonban Lois hirtelen agyvérzést kap és meghal Bill szeme láttára. Hal bűntudattól gyötörve szétszereli és kidobja a majmot, mielőtt ő és Bill Maine-be költöznének nagynénjükhöz, Idához, és nagybátyjukhoz, Chiphez. Amikor a majom rejtélyesen újra felbukkan az új otthonukban, Bill rájön annak erejére, és Hal tiltakozása ellenére ismét feltekeri a kulcsot. Nem sokkal később Chip egy lovasvágtában életét veszti. A testvérek végül úgy döntenek, elzárják a majmot: visszateszik a dobozába, majd egy közeli kútba dobják, remélve, hogy ott örökre elrejtve marad.
Huszonöt évvel később Hal eltávolodott testvérétől, Billtől, valamint saját fiától, Peteytől is, akit évente csak egyszer lát, mert attól tart, hogy a majom visszatér és megöli őt. Közben azt is megtudja, hogy volt felesége és annak új férje, Ted, teljesen örökbe akarják fogadni Peteyt, ezzel gyakorlatilag végleg kiszorítva Halt a fia életéből. Időközben Ida egy különös balesetben hirtelen meghal. Bill felhívja Halt, és ragaszkodik hozzá, hogy azonnal utazzon el Ida házához, mert gyanítja, hogy a majom visszatért, és valaki ismét feltekerte a kulcsát. Hal rádöbben, hogy Billnek igaza van, amikor egy nő felrobban egy motel medencéjének áramütése következtében. Egy ingatlanügynök, Barbara, elmondja Halnak, hogy Ida halála óta egy héten belül több bizarr haláleset is történt a városban. Nem sokkal később egy leeső sörétes puska váratlanul elsül, és darabokra robbantja Barbarát.  
Amikor Hal és Petey megérkeznek Ida házához, megtudják, hogy Bill a városban él, és jelenleg ő birtokolja a majmot. Felbérelt egy helyi férfit, Ricky-t, hogy hozza vissza neki, mivel Bill hosszú ideje gyanította, hogy Lois halálát valójában Hal okozta egy sikertelen kísérlettel, hogy megölje őt. Ezért éveken át várt a majom visszatérésére, hogy bosszúból ellene fordítsa annak erejét. Azonban az elmúlt egy hét során a majom véletlenszerű embereket ölt meg Hal helyett. Bill úgy véli, hogy aki feltekeri a kulcsot, az védetté válik a következő áldozattá válás ellen. Közli Hallal, megengedi Peteynek, hogy ő tekerje fel a kulcsot, így biztosítva a fiú biztonságát – különben addig fogja feltekerni, amíg Hal meg nem hal, függetlenül attól, hány ember esik áldozatul a városban.
Hal visszautasítja Bill ajánlatát, amíg Ricky, aki megszállottan ragaszkodik a majomhoz, fegyverrel kényszeríti Peteyt, hogy szerezze meg neki Bill házából. Bill felajánlja Peteynek, hogy ő tekerje fel a kulcsot, mire Rickyt azonnal halálra csípi egy darázsraj. Hal bemegy a házba, és Bill, látva, hogy testvére még mindig sértetlen, kétségbeesésében arra kényszeríti a majmot, hogy feltekerés nélkül kezdjen dobolni, remélve, hogy így végre megölheti Halt. A majom azonban váratlanul kontrollálhatatlanul dobolni kezd, és ezzel hatalmas pusztítást zúdít az egész városra. Végül Bill feladja, és a testvérek megbékélnek, megosztva egymással fájdalmukat az anyjuk elvesztése miatt. Bocsánatot kérnek egymástól, de ekkor a majom még egyszer utoljára megszólaltatja dobjait – és hirtelen egy Lois nevével ellátott bowlinggolyó lecsap Bill fejét.  
Miközben Hal és Petey keresztülhajtanak a romokban heverő városon, elfogadják sorsukat: most már ők a majom tulajdonosai, és rajtuk áll, hogy soha senki ne tekerje fel újra a kulcsot. Egy sápadt, fekete szemű férfi lovon – akit az apokalipszis egyik lovasának sugallnak – elhalad mellettük és elismerően bólint feléjük. Hal, eltökélve, hogy újra közel kerüljön fiához, azt javasolja, menjenek el táncolni – ahogyan azt Lois is szerette. Petey beleegyezik.

## Szereplők
| Szerep               | Színész                      | Magyar hang         |
| -------------------- | ---------------------------- | ------------------- |
| Hal és Bill Shelburn | Theo James                   | Szatory Dávid       |
| Hal és Bill Shelburn | Christian Convery (fiatalon) | Vida Bálint         |
| Lois Shelburn        | Tatiana Maslany              | Földes Eszter       |
| Petey Shelburn Jr.   | Colin O’Brien                | Kretz Boldizsár     |
| Ricky                | Rohan Campbell               | Jéger Zsombor       |
| Ida Zimmer           | Sarah Levy                   | Grisnik Petra       |
| Petey Shelburn Sr.   | Adam Scott                   | Rajkai Zoltán       |
| Ted Hammerman        | Elijah Wood                  | Molnár Levente      |
| Chip Zimmer          | Osgood Perkins               | Karácsonyi Zoltán   |
| Barbara              | Tess Degenstein              | Ligeti Kovács Judit |
| Annie                | Danica Dreyer                | Urbán-Szabó Fanni   |
| Petey anyja          | Laura Mennell                | Kis-Kovács Luca     |
| Pap                  | Nicco Del Rio                | Baráth István       |
| Pepper               | Kingston Chan                | Schmidt Karolina    |
| Ricky anyja          | Janet Kidder                 | Báthory Orsolya     |

### Magyar változat
- Bemondó: Galambos Péter
- Magyar szöveg: Dittrich-Varga Fruzsina
- Hangmérnök: Illés Gergely
- Vágó: Kajdácsi Brigitta
- Gyártásvezető: Cabello-Colini Borbála
- Szinkronrendező: Blahó Gergely
- Produkciós vezető: Várkonyi Krisztina

A szinkront a Mafilm Audio Kft. készítette el.

## A film készítése

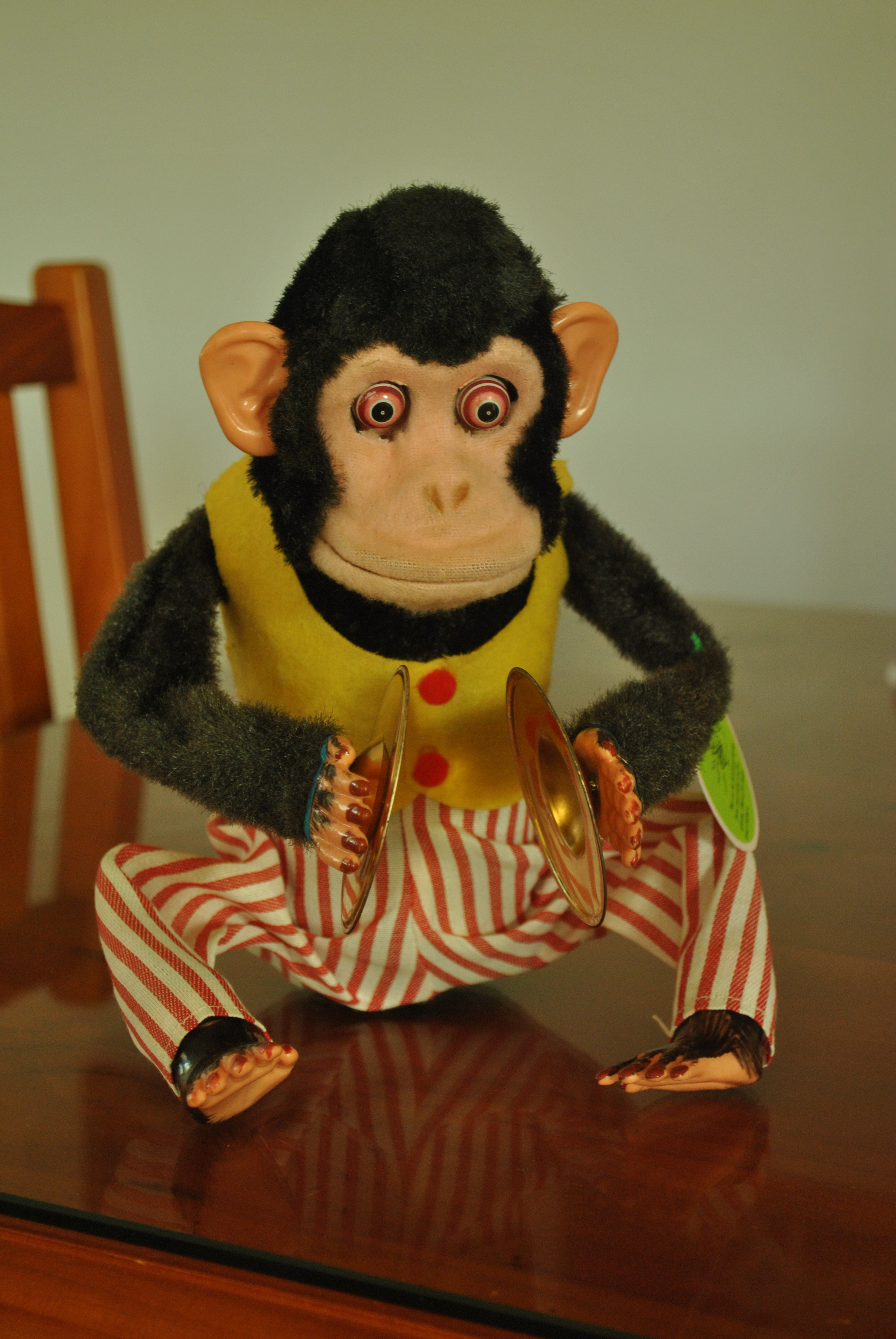
Az eredeti történetben egy cintányért ütögető majomjáték szerepelt, de a filmben a cintányérokat dobra cserélték

A 2023-as cannes-i filmvásárra készülve a finanszírozó Black Bear Pictures bejelentette, hogy „A majom” filmadaptációja fejlesztés alatt áll, és a forgalmazóknak eladásra kínálják. Osgood Perkinst szerződtették a forgatókönyvírásra és a rendezésre, James Wan az Atomic Monster nevű bannere alatt pedig a produceri feladatokat látta el. Theo James kapta a főszerepet. 2024 márciusában Tatiana Maslany, Elijah Wood, Christian Convery, Colin O’Brien, Rohan Campbell és Sarah Levy csatlakozott a stábhoz.
A forgatás február 5. és 2024. március 22. között zajlott Vancouverben. Stephen King eredeti történetében egy cintányérdoboló majom szerepel, de a filmben a cintányérokat dobra cserélték. Perkins szerint erre a változtatásra azért került sor, mert a film producere úgy vélte, a Toy Story 3.-ban való megjelenése alapján a The Walt Disney Company birtokolja a játék cintányéros változatának jogait. A film megírásakor Perkins úgy döntött, hogy komikus elemeket ad a filmnek, mert úgy gondolta, ez jobban illik egy játékról szóló filmhez, és meg akarta különböztetni A majmot a megszállt játékokkal foglalkozó komolyabb horrorfilmektől. Perkins továbbá kijelentette, hogy a filmben a komédia szándékosan kerüli a finomságokat, és a rendkívüli vérrel viccelődik a halál abszurditásán, értelmetlenségén és véletlenszerűségén. Perkins teljes mértékben kifejtette az Empire-nek az anyaghoz való hozzáállását: 
„Szabadkoztam, mint egy rohadék. Nekik [Atomic Monster] nagyon komoly forgatókönyvük volt. Nagyon komoly. Úgy éreztem, hogy túl komoly, és megmondtam nekik: Ez nekem nem működik. Az a baj ezzel a játékmajommal, hogy a körülötte lévő emberek mind őrült módon halnak meg. Szóval, arra gondoltam: Nos, én ebben szakértő vagyok. Mindkét szülőm őrült, címlapokra kerülő módon halt meg. Életem nagy részét a tragédiából való felépüléssel töltöttem, elég rosszul éreztem magam. Minden eredendően igazságtalannak tűnt. Az ember személyessé teszi a gyászt: Miért velem történik ez? De most már idősebb vagyok, és rájöttem, hogy ez a helyzet mindenkivel megtörténik. Mindenki meghal. Néha álmukban, néha igazán őrült módon, ahogy én is megtapasztaltam. De mindenki meghal. És arra gondoltam, talán a legjobb módja annak, hogy ezt az őrült gondolatot mosollyal közelítsük meg.”

## Marketing
A film hivatalos előzetese 2025. január 16-án jelent meg, és 24 órán belül több mint 43 millió megtekintést ért el az interneten. 72 óra elteltével már a 100 milliós nézettséget is meghaladta; a Neon szerint „a valaha volt legnézettebb független horrorfilm előzetesévé” vált. Január végén a Neon négy nagyobb tévécsatornán próbálta leadni a film előzetesét, de mind a négy elutasította a stúdiót, a film „túlzott erőszakosságára” hivatkozva. A Neon képernyőfotókat tett közzé a csatornákkal folytatott e-mailes megbeszélésekről, bár az azonosító adatokat redukálták.
A film marketingkampányának részeként a Neon online pályázatot nyitott az egyházak számára, hogy engedélyt kapjanak a film vetítésére a mozik mellett. Ezen kívül a Neon a Bloody Disgustinggal együttműködve egy exkluzív gyantaszobrot is kiosztott, amely a címadó majomjátékot ábrázolja. A Deadline Hollywood beszámolója szerint a film marketingköltsége „körülbelül 10 millió dollár” volt.

## Bemutató
2024 májusában a Neon megnyerte a Marché du Film-en a hazai jogokért folytatott licitháborút több amerikai forgalmazó ellen, és 2025-re tűzte ki a mozikba kerülés dátumát. A filmet az Amerikai Egyesült Államokban 2025. február 21-én mutatták be. A majom a második együttműködés a Neon és Perkins között a Longlegs – A rém (2024) után. A filmet a hivatalos februári bemutató előtt, január elején a Beyond Filmfesztivál részeként vetítették a Grauman's Egyptian Theatre-ben.